# Премія «Золотий глобус» за найкращу режисерську роботу
Премія «Золотий глобус» за найкращу режисерську роботу — престижна нагорода Голлівудської асоціації іноземної преси, яку присуджують щорічно з 1944 року.
Нижче наведено список переможців та номінантів.
Переможці виділені окремим кольором.

## 1944—1949
| Рік  | Премія | Лауреати і номінанти                   |
| ---- | ------ | -------------------------------------- |
| 1944 | 1-ша   | • Генрі Кінг — «Пісня Бернадетти»      |
| 1945 | 2-га   | • Лео Маккері — «Йти своїм шляхом»     |
| 1946 | 3-тя   | • Біллі Вайлдер — «Втрачений вікенд»   |
| 1947 | 4-та   | • Френк Капра — «Це прекрасне життя»   |
| 1948 | 5-та   | • Еліа Казан — «Джентльменська угода»  |
| 1949 | 6-та   | • Джон Г'юстон — «Скарби Сьєрра-Мадре» |

## 1950—1959
| Рік  | Премія | Лауреати і номінанти                                           |
| ---- | ------ | -------------------------------------------------------------- |
| 1950 | 7-ма   | • Роберт Россен — «Вся королівська рать»                       |
| 1950 | 7-ма   | • Вільям Вайлер — «Спадкоємиця»                                |
| 1951 | 8-ма   | • Біллі Вайлдер — «Бульвар Сансет»                             |
| 1951 | 8-ма   | • Джозеф Лео Манкевич — «Все про Єву»                          |
| 1951 | 8-ма   | • Джон Г'юстон — «Асфальтові джунглі»                          |
| 1951 | 8-ма   | • Джордж К'юкор — «Народжена вчора» / Born Yesterday           |
| 1952 | 9-та   | • Ласло Бенедек — «Смерть комівояжера»                         |
| 1952 | 9-та   | • Вінсент Міннеллі — «Американець в Парижі»                    |
| 1952 | 9-та   | • Джордж Стівенс — «Місце під сонцем» / A Place in the Sun     |
| 1953 | 10-та  | • Сесіль Блаунт Де Мілль — «Найбільше шоу на Землі»            |
| 1953 | 10-та  | • Джон Форд — «Тиха людина» / The Quiet Man                    |
| 1953 | 10-та  | • Річард Флейшер — «Щасливий час» / The Happy Time             |
| 1954 | 11-та  | • Фред Циннеманн — «Відтепер і на віки віків»                  |
| 1955 | 12-та  | • Еліа Казан — «У порту»                                       |
| 1956 | 13-та  | • Джошуа Логан — «Пікнік» / Picnic                             |
| 1957 | 14-та  | • Еліа Казан — «Лялечка» / Baby Doll                           |
| 1957 | 14-та  | • Джордж Стівенс — «Гігант»                                    |
| 1957 | 14-та  | • Кінг Відор — «Війна і мир»                                   |
| 1957 | 14-та  | • Вінсент Міннеллі — «Жага життя»                              |
| 1957 | 14-та  | • Майкл Андерсон — «Навколо світу за 80 днів»                  |
| 1958 | 15-та  | • Девід Лін — «Міст через річку Квай»                          |
| 1958 | 15-та  | • Джошуа Логан — «Сайонара» / Sayonara                         |
| 1958 | 15-та  | • Фред Циннеманн — «Капелюх повний дощу» / A Hatful of Rain    |
| 1958 | 15-та  | • Вільям Вайлер — «Свідок обвинувачення»                       |
| 1958 | 15-та  | • Сідні Люмет — «12 розгніваних чоловіків»                     |
| 1959 | 16-та  | • Вінсент Міннеллі — «Жіжі»                                    |
| 1959 | 16-та  | • Роберт Вайз — «Я хочу жити!» / I Want to Live!               |
| 1959 | 16-та  | • Делберт Манн — «За окремими столиками» / Separate Tables     |
| 1959 | 16-та  | • Стенлі Крамер — «Ті, що не схилили голів» / The Defiant Ones |
| 1959 | 16-та  | • Річард Брукс — «Кішка на розпеченому даху»                   |

## 1960—1969
| Рік  | Премія | Лауреати і номінанти                                                 |
| ---- | ------ | -------------------------------------------------------------------- |
| 1960 | 17-та  | • Вільям Вайлер — «Бен-Гур»                                          |
| 1960 | 17-та  | • Стенлі Крамер — «На березі» / On the Beach                         |
| 1960 | 17-та  | • Отто Премінґер — «Анатомія вбивства»                               |
| 1960 | 17-та  | • Джордж Стівенс — «Щоденник Анни Франк»                             |
| 1960 | 17-та  | • Фред Циннеманн — «Історія черниці» / The Nun's Story               |
| 1961 | 18-та  | • Джек Кардіфф — «Сини та коханці» / Sons and Lovers                 |
| 1961 | 18-та  | • Стенлі Кубрик — «Спартак»                                          |
| 1961 | 18-та  | • Біллі Вайлдер — «Квартира»                                         |
| 1961 | 18-та  | • Річард Брукс — «Елмер Гантрі»                                      |
| 1961 | 18-та  | • Фред Циннеманн — «На закате дня» / The Sundowners                  |
| 1962 | 19-та  | • Стенлі Крамер — «Нюрнберзький процес»                              |
| 1962 | 19-та  | • Ентоні Манн — «Ель Сід»                                            |
| 1962 | 19-та  | • Вільям Вайлер — «Дитяча година»                                    |
| 1962 | 19-та  | • Роберт Вайз — «Вестсайдська історія»                               |
| 1962 | 19-та  | • Джон Лі Томпсон — «Гармати острова Наварон»                        |
| 1963 | 20-та  | • Девід Лін — «Лоуренс Аравійський»                                  |
| 1963 | 20-та  | • Стенлі Кубрик — «Лоліта»                                           |
| 1963 | 20-та  | • Мервін Лерой — «Циганка» / Gypsy                                   |
| 1963 | 20-та  | • Мортон ДаКоста — «Музикант» / The Music Man                        |
| 1963 | 20-та  | • Джордж К'юкор — «Доповідь Чепмена» / The Chapman Report            |
| 1963 | 20-та  | • Блейк Едвардс — «Дні вина і троянд» / Days of Wine and Roses       |
| 1963 | 20-та  | • Роберт Малліган — «Убити пересмішника»                             |
| 1963 | 20-та  | • Джон Г'юстон — «Фрейд: Тайна пристрасть» Freud: The Secret Passion |
| 1963 | 20-та  | • Ісмаель Родригес — «Мій син, герой» / My Son, the Hero             |
| 1963 | 20-та  | • Мартин Рітт — «Пригоди молодого Хемінгуея»                         |
| 1963 | 20-та  | • Джон Франкенгаймер — «Маньчжурський кандидат»                      |
| 1964 | 21-ша  | • Еліа Казан — «Америка, Америка» / America America                  |
| 1964 | 21-ша  | • Мартін Рітт — «Гад» / Hud                                          |
| 1964 | 21-ша  | • Голл Бартлетт — «Сторож»                                           |
| 1964 | 21-ша  | • Отто Премінґер — «Кардинал»                                        |
| 1964 | 21-ша  | • Тоні Річардсон — «Том Джонс»                                       |
| 1964 | 21-ша  | • Роберт Вайз — «Будинок з привидами»                                |
| 1964 | 21-ша  | • Джозеф Лео Манкевич — «Клеопатра»                                  |
| 1964 | 21-ша  | • Джордж Інглунд — «Бридкі американці» / The Ugly American           |
| 1965 | 22-га  | • Джордж К'юкор — «Моя чарівна леді»                                 |
| 1965 | 22-га  | • Пітер Гленвілл — «Бекет»                                           |
| 1965 | 22-га  | • Джон Г'юстон — «Ніч ігуани» /The Night of the Iguana               |
| 1965 | 22-га  | • Міхаліс Какоянніс — «Грек Зорба»                                   |
| 1965 | 22-га  | • Джон Франкенгаймер — «Сім днів у травні»                           |
| 1966 | 23-тя  | • Девід Лін — «Доктор Живаго»                                        |
| 1966 | 23-тя  | • Вільям Вайлер — «Колекціонер» / The Collector                      |
| 1966 | 23-тя  | • Джон Шлезінгер — «Дорога»                                          |
| 1966 | 23-тя  | • Роберт Вайз — «Звуки музики»                                       |
| 1966 | 23-тя  | • Гай Грін — «Клаптик синяви» / A Patch of Blue                      |
| 1967 | 24-та  | • Фред Циннеманн — «Людина на всі часи»                              |
| 1967 | 24-та  | • Льюїс Гілберт — «Елфі» / Alfie                                     |
| 1967 | 24-та  | • Роберт Вайз — «Піщана галька»                                      |
| 1967 | 24-та  | • Клод Лелуш — «Чоловік і жінка»                                     |
| 1967 | 24-та  | • Майк Ніколс — «Хто боїться Вірджинії Вульф?»                       |
| 1968 | 25-та  | • Майк Ніколс — «Випускник»                                          |
| 1968 | 25-та  | • Марк Райделл — «Лис» / The Fox                                     |
| 1968 | 25-та  | • Артур Пенн — «Бонні и Клайд»                                       |
| 1968 | 25-та  | • Норман Джевісон — «Задушливою південною ніччю»                     |
| 1968 | 25-та  | • Стенлі Крамер — «Вгадай, хто прийде на обід»                       |
| 1969 | 26-та  | • Пол Ньюман — «Рейчел, Рейчел» / Rachel, Rachel                     |
| 1969 | 26-та  | • Керол Рід — «Олівер!» / Oliver!                                    |
| 1969 | 26-та  | • Ентоні Гарві — «Лев узимку»                                        |
| 1969 | 26-та  | • Вільям Вайлер — «Смішне дівчисько» / Funny Girl                    |
| 1969 | 26-та  | • Франко Дзефіреллі — «Ромео і Джульєтта»                            |

## 1970—1979
| Рік  | Премія | Лауреати і номінанти                                                       |
| ---- | ------ | -------------------------------------------------------------------------- |
| 1970 | 27-ма  | • Чарльз Джерротт — «Анна на тисячу днів»                                  |
| 1970 | 27-ма  | • Джин Келлі — «Гелло, Доллі!» / Hello, Dolly!                             |
| 1970 | 27-ма  | • Джон Шлезінгер — «Опівнічний ковбой»                                     |
| 1970 | 27-ма  | • Стенлі Крамер — «Таємниця Санта-Вітторії» / The Secret of Santa Vittoria |
| 1970 | 27-ма  | • Сідні Поллак — «Загнаних коней пристрілюють, чи не так? (фільм)»         |
| 1971 | 28-ма  | • Артур Гіллер — «Історія кохання»                                         |
| 1971 | 28-ма  | • Франклін Шеффнер — «Паттон»                                              |
| 1971 | 28-ма  | • Боб Рефелсон — «П'ять легких п'єс»                                       |
| 1971 | 28-ма  | • Кен Расселл — «Закохані жінки» / Women in Love                           |
| 1971 | 28-ма  | • Роберт Олтмен — «Військово-польовий госпіталь»                           |
| 1972 | 29-та  | • Вільям Фрідкін — «Французький зв'язковий»                                |
| 1972 | 29-та  | • Пітер Богданович — «Останній кіносеанс»                                  |
| 1972 | 29-та  | • Стенлі Кубрик — «Механічний апельсин»                                    |
| 1972 | 29-та  | • Норман Джевісон — «Скрипаль на даху»                                     |
| 1972 | 29-та  | • Роберт Малліган — «Літо 1942 року» / Summer of ‘42                       |
| 1973 | 30-та  | • Френсіс Форд Коппола — «Хрещений батько»                                 |
| 1973 | 30-та  | • Боб Фосс — «Кабаре»                                                      |
| 1973 | 30-та  | • Біллі Вайлдер — «Аванті!» / Avanti!                                      |
| 1973 | 30-та  | • Джон Бурмен — «Звільнення»                                               |
| 1973 | 30-та  | • Альфред Хічкок — «Безумство»                                             |
| 1974 | 31-ша  | • Вільям Фрідкін — «Той, що виганяє диявола»                               |
| 1974 | 31-ша  | • Фред Циннеманн — «День шакала»                                           |
| 1974 | 31-ша  | • Пітер Богданович — «Паперовий місяць» / Paper Moon                       |
| 1974 | 31-ша  | • Джордж Лукас — «Американські графіті»                                    |
| 1974 | 31-ша  | • Бернардо Бертолуччі — «Останнє танго в Парижі»                           |
| 1975 | 32-га  | • Роман Полянський — «Китайський квартал»                                  |
| 1975 | 32-га  | • Боб Фосс — «Ленні»                                                       |
| 1975 | 32-га  | • Френсіс Форд Коппола — «Розмова»                                         |
| 1975 | 32-га  | • Френсіс Форд Коппола — «Хрещений батько 2»                               |
| 1975 | 32-га  | • Джон Кассаветіс — «Жінка під впливом» / A Woman Under the Influence      |
| 1976 | 33-тя  | • Мілош Форман — «Пролітаючи над гніздом зозулі»                           |
| 1976 | 33-тя  | • Роберт Олтмен — «Нешвілл» / Nashville                                    |
| 1976 | 33-тя  | • Стівен Спілберг — «щелепи»                                               |
| 1976 | 33-тя  | • Стенлі Кубрик — «Баррі Ліндон»                                           |
| 1976 | 33-тя  | • Сідні Люмет — «Собачий полудень»                                         |
| 1977 | 34-та  | • Сідні Люмет — «Телемережа»                                               |
| 1977 | 34-та  | • Джон Авілдсон — «Роккі»                                                  |
| 1977 | 34-та  | • Гел Ешбі — «На шляху до слави»                                           |
| 1977 | 34-та  | • Джон Шлезінгер — «Марафонець» / Marathon Man                             |
| 1977 | 34-та  | • Алан Пакула — «Вся президентська рать»                                   |
| 1978 | 35-та  | • Герберт Росс — «Поворотний пункт» / The Turning Point                    |
| 1978 | 35-та  | • Вуді Аллен — «Енні Холл»                                                 |
| 1978 | 35-та  | • Фред Циннеманн — «Джулія»                                                |
| 1978 | 35-та  | • Стівен Спілберг — «Близькі контакти третього ступеня»                    |
| 1978 | 35-та  | • Джордж Лукас — «Зоряні війни. Епізод IV: Нова надія»                     |
| 1979 | 36-та  | • Майкл Чіміно — «Мисливець на оленів»                                     |
| 1979 | 36-та  | • Вуді Аллен — «Інтер'єри» / Interiors                                     |
| 1979 | 36-та  | • Терренс Малік — «Дні жнив»                                               |
| 1979 | 36-та  | • Гел Ешбі — «Повернення додому»                                           |
| 1979 | 36-та  | • Алан Паркер — «Опівнічний експрес»                                       |
| 1979 | 36-та  | • Пол Мазурський — «Незаміжня жінка» / An Unmarried Woman                  |

## 1980—1989
| Рік  | Премія | Лауреати і номінанти                                              |
| ---- | ------ | ----------------------------------------------------------------- |
| 1980 | 37-ма  | • Френсіс Форд Коппола — «Апокаліпсис сьогодні»                   |
| 1980 | 37-ма  | • Гел Ешбі — «Бути там»                                           |
| 1980 | 37-ма  | • Пітер Єтс — «Йдучи у відрив» / Breaking Away                    |
| 1980 | 37-ма  | • Роберт Бентон — «Крамер проти Крамера»                          |
| 1980 | 37-ма  | • Джеймс Бріджес — «Китайський синдром»                           |
| 1981 | 38-ма  | • Роберт Редфорд — «Звичайні люди»                                |
| 1981 | 38-ма  | • Роман Полянський — «Тесс»                                       |
| 1981 | 38-ма  | • Девід Лінч — «Людина-слон»                                      |
| 1981 | 38-ма  | • Річард Раш — «Трюкач» / The Stunt Man                           |
| 1981 | 38-ма  | • Мартін Скорсезе — «Скажений бик»                                |
| 1982 | 39-та  | • Воррен Бітті — «Червоні»                                        |
| 1982 | 39-та  | • Мілош Форман — «Регтайм»                                        |
| 1982 | 39-та  | • Луї Маль — «Атлантик-Сіті»                                      |
| 1982 | 39-та  | • Сідні Люмет — «Принц міста» / Prince of the City                |
| 1982 | 39-та  | • Марк Райделл — «На золотому озері»                              |
| 1982 | 39-та  | • Стівен Спілберг — «Індіана Джонс: У пошуках втраченого ковчега» |
| 1983 | 40-ва  | • Річард Аттенборо — «Ганді»                                      |
| 1983 | 40-ва  | • Сідні Поллак — «Тутсі»                                          |
| 1983 | 40-ва  | • Сідні Люмет — «Вердикт»                                         |
| 1983 | 40-ва  | • Стівен Спілберг — «Іншопланетянин»                              |
| 1983 | 40-ва  | • Коста-Гаврас — «Зниклий безвісти»                               |
| 1984 | 41-ша  | • Барбра Стрейзанд — «Єнтл» / Yentl                               |
| 1984 | 41-ша  | • Пітер Єтс — «Костюмер»                                          |
| 1984 | 41-ша  | • Майк Ніколс — «Сілквуд»                                         |
| 1984 | 41-ша  | • Джеймс Брукс — «Мова ніжності»                                  |
| 1984 | 41-ша  | • Інгмар Бергман — «Фанні та Олександр»                           |
| 1984 | 41-ша  | • Брюс Бересфорд — «Ніжне милосердя»                              |
| 1985 | 42-га  | • Мілош Форман — «Амадей»                                         |
| 1985 | 42-га  | • Девід Лін — «Поїздка до Індії»                                  |
| 1985 | 42-га  | • Ролан Жоффе — «Поля смерті»                                     |
| 1985 | 42-га  | • Серджо Леоне — «Одного разу в Америці»                          |
| 1985 | 42-га  | • Френсіс Форд Коппола — «Клуб «Коттон»»                          |
| 1986 | 43-тя  | • Джон Г'юстон — «Честь сім'ї Пріцці»                             |
| 1986 | 43-тя  | • Пітер Вір — «Свідок» / Witness                                  |
| 1986 | 43-тя  | • Сідні Поллак — «З Африки»                                       |
| 1986 | 43-тя  | • Річард Аттенборо — «Кордебалет» / A Chorus Line                 |
| 1986 | 43-тя  | • Стівен Спілберг — «Барва пурпурова»                             |
| 1987 | 44-та  | • Олівер Стоун — «Взвод»                                          |
| 1987 | 44-та  | • Вуді Аллен — «Ганна та її сестри»                               |
| 1987 | 44-та  | • Ролан Жоффе — «Місія»                                           |
| 1987 | 44-та  | • Джеймс Айворі — «Кімната з видом»                               |
| 1987 | 44-та  | • Роб Райнер — «Залишся зі мною»                                  |
| 1988 | 45-та  | • Бернардо Бертолуччі — «Останній імператор»                      |
| 1988 | 45-та  | • Джон Бурмен — «Надія і слава» / Hope and Glory                  |
| 1988 | 45-та  | • Джеймс Брукс — «Теленовини»                                     |
| 1988 | 45-та  | • Едріан Лайн — «Фатальний потяг»                                 |
| 1988 | 45-та  | • Річард Аттенборо — «Поклик свободи»                             |
| 1989 | 46-та  | • Клінт Іствуд — «Птах»                                           |
| 1989 | 46-та  | • Алан Паркер — «Міссісіпі у вогні»                               |
| 1989 | 46-та  | • Баррі Левінсон — «Людина дощу»                                  |
| 1989 | 46-та  | • Фред Скепісі — «Крик у темноті» / A Cry in the Dark             |
| 1989 | 46-та  | • Сідні Люмет — «Біг на місці» / Running on Empty                 |
| 1989 | 46-та  | • Майк Ніколс — «Ділова дівчина»                                  |

## 1990—1999
| Рік  | Премія | Лауреати і номінанти                                              |
| ---- | ------ | ----------------------------------------------------------------- |
| 1990 | 47-ма  | • Олівер Стоун — «Народжений четвертого липня»                    |
| 1990 | 47-ма  | • Едвард Цвік — «Слава»                                           |
| 1990 | 47-ма  | • Спайк Лі — «Роби як треба!» / Do the Right Thing                |
| 1990 | 47-ма  | • Пітер Уїр — «Спілка мертвих поетів»                             |
| 1990 | 47-ма  | • Роб Райнер — «Коли Гаррі зустрів Саллі»                         |
| 1991 | 48-ма  | • Кевін Костнер — «Той, що танцює з вовками»                      |
| 1991 | 48-ма  | • Барбе Шредер — «Виворіт долі» / Reversal of Fortune             |
| 1991 | 48-ма  | • Мартін Скорсезе — «Славні хлопці»                               |
| 1991 | 48-ма  | • Френсіс Форд Коппола — «Хрещений батько 3»                      |
| 1991 | 48-ма  | • Бернардо Бертолуччі — «Під покровом небес»                      |
| 1992 | 49-та  | • Олівер Стоун — «Джон Ф. Кеннеді. Постріли в Далласі»            |
| 1992 | 49-та  | • Баррі Левінсон — «Баґсі»                                        |
| 1992 | 49-та  | • Террі Гілліам — «Король-рибалка»                                |
| 1992 | 49-та  | • Джонатан Деммі — «Мовчання ягнят»                               |
| 1992 | 49-та  | • Барбра Стрейзанд — «Володар припливів» / The Prince of Tides    |
| 1993 | 50-та  | • Клінт Іствуд — «Непрощений»                                     |
| 1993 | 50-та  | • Роберт Олтмен — «Гравець»                                       |
| 1993 | 50-та  | • Джеймс Айворі — «Маєток Говардс Енд»                            |
| 1993 | 50-та  | • Роберт Редфорд — «Там, де тече річка» / A River Runs Through It |
| 1993 | 50-та  | • Роб Райнер — «Декілька хороших хлопців»                         |
| 1994 | 51-ша  | • Стівен Спілберг — «Список Шиндлера»                             |
| 1994 | 51-ша  | • Ендрю Девіс — «Втікач»                                          |
| 1994 | 51-ша  | • Джейн Кемпіон — «Фортепіано»                                    |
| 1994 | 51-ша  | • Джеймс Айворі — «Наприкінці дня»                                |
| 1994 | 51-ша  | • Мартін Скорсезе — «Епоха невинності» / The Age of Innocence     |
| 1995 | 52-га  | • Роберт Земекіс — «Форрест Гамп»                                 |
| 1995 | 52-га  | • Едвард Цвік — «Легенди осені»                                   |
| 1995 | 52-га  | • Роберт Редфорд — «Телевікторина»                                |
| 1995 | 52-га  | • Олівер Стоун — «Природжені вбивці»                              |
| 1995 | 52-га  | • Квентін Тарантіно — «Кримінальне чтиво»                         |
| 1996 | 53-та  | • Мел Гібсон — «Хоробре серце»                                    |
| 1996 | 53-та  | • Енг Лі — «Розум і почуття»                                      |
| 1996 | 53-та  | • Мартін Скорсезе — «Казино»                                      |
| 1996 | 53-та  | • Рон Говард — «Аполлон-13»                                       |
| 1996 | 53-та  | • Майк Фіггіс — «Покидаючи Лас-Вегас»                             |
| 1996 | 53-та  | • Роб Райнер — «Американський президент»                          |
| 1997 | 54-та  | • Мілош Форман — «Народ проти Ларрі Флінта»                       |
| 1997 | 54-та  | • Скотт Гіккс — «Блиск»                                           |
| 1997 | 54-та  | • Алан Паркер — «Евіта»                                           |
| 1997 | 54-та  | • Джоел Коен, Ітан Коен — «Фарґо»                                 |
| 1997 | 54-та  | • Ентоні Мінгелла — «Англійський пацієнт»                         |
| 1998 | 55-та  | • Джеймс Кемерон — «Титанік»                                      |
| 1998 | 55-та  | • Стівен Спілберг — «Амістад»                                     |
| 1998 | 55-та  | • Джеймс Брукс — «Краще не буває»                                 |
| 1998 | 55-та  | • Джим Шерідан — «Боксер»                                         |
| 1998 | 55-та  | • Кертус Генсон — «Таємниці Лос-Анджелеса»                        |
| 1999 | 56-та  | • Стівен Спілберг — «Врятувати рядового Раяна»                    |
| 1999 | 56-та  | • Шекхар Капур — «Єлизавета»                                      |
| 1999 | 56-та  | • Роберт Редфорд — «Заклинатель коней»                            |
| 1999 | 56-та  | • Джон Медден — «Закоханий Шекспір»                               |
| 1999 | 56-та  | • Пітер Уїр — «Шоу Трумана»                                       |

## 2000—2009
| Рік  | Премія | Лауреати і номінанти                                    |
| ---- | ------ | ------------------------------------------------------- |
| 2000 | 57-ма  | • Сем Мендес — «Краса по-американськи»                  |
| 2000 | 57-ма  | • Ніл Джордан — «Кінець роману» / The End of the Affair |
| 2000 | 57-ма  | • Норман Джуїсон — «Ураган»                             |
| 2000 | 57-ма  | • Майкл Манн — «Своя людина»                            |
| 2000 | 57-ма  | • Ентоні Мінгелла — «Талановитий містер Ріплі»          |
| 2001 | 58-ма  | • Енг Лі — «Тигр підкрадається, дракон ховається»       |
| 2001 | 58-ма  | • Стівен Содерберг — «Ерін Брокович»                    |
| 2001 | 58-ма  | • Стівен Содерберг — «Трафік»                           |
| 2001 | 58-ма  | • Рідлі Скотт — «Гладіатор»                             |
| 2001 | 58-ма  | • Іштван Сабо — «Сонячне світло» / Sunshine             |
| 2002 | 59-та  | • Роберт Олтмен — «Госфорд-парк» / Gosford Park         |
| 2002 | 59-та  | • Баз Лурманн — «Мулен Руж!»                            |
| 2002 | 59-та  | • Рон Говард — «Ігри розуму»                            |
| 2002 | 59-та  | • Стівен Спілберг — «Штучний розум»                     |
| 2002 | 59-та  | • Девід Лінч — «Малхолланд Драйв»                       |
| 2002 | 59-та  | • Пітер Джексон — «Володар перснів: Хранителі Персня»   |
| 2003 | 60-та  | • Мартін Скорсезе — «Банди Нью-Йорка»                   |
| 2003 | 60-та  | • Стівен Долдрі — «Години»                              |
| 2003 | 60-та  | • Роб Маршалл — «Чикаго»                                |
| 2003 | 60-та  | • Спайк Джонз — «Адаптація»                             |
| 2003 | 60-та  | • Александр Пейн — «Про Шмідта»                         |
| 2003 | 60-та  | • Пітер Джексон — «Володар перснів: Дві вежі»           |
| 2004 | 61-ша  | • Пітер Джексон — «Володар перснів: Повернення короля»  |
| 2004 | 61-ша  | • Клінт Іствуд — «Таємнича річка»                       |
| 2004 | 61-ша  | • Софія Коппола — «Труднощі перекладу»                  |
| 2004 | 61-ша  | • Ентоні Мінгелла — «Холодна гора»                      |
| 2004 | 61-ша  | • Пітер Уїр — «Володар морів»                           |
| 2005 | 62-га  | • Клінт Іствуд — «Крихітка на мільйон доларів»          |
| 2005 | 62-га  | • Майк Ніколс — «Близькість»                            |
| 2005 | 62-га  | • Мартін Скорсезе — «Авіатор»                           |
| 2005 | 62-га  | • Александр Пейн — «На узбіччі»                         |
| 2005 | 62-га  | • Марк Форстер — «Чарівна країна»                       |
| 2006 | 63-тя  | • Енг Лі — «Горбата гора»                               |
| 2006 | 63-тя  | • Вуді Аллен — «Матч-пойнт»                             |
| 2006 | 63-тя  | • Пітер Джексон — «Кінг-Конг»                           |
| 2006 | 63-тя  | • Стівен Спілберг — «Мюнхен»                            |
| 2006 | 63-тя  | • Джордж Клуні — «Добраніч, та нехай щастить»           |
| 2006 | 63-тя  | • Фернанду Мейрелліш — «Відданий садівник»              |
| 2007 | 64-та  | • Мартін Скорсезе — «Відступники»                       |
| 2007 | 64-та  | • Стівен Фрірз — «Королева»                             |
| 2007 | 64-та  | • Клінт Іствуд — «Прапори наших батьків»                |
| 2007 | 64-та  | • Клінт Іствуд — «Листи з Іодзіми»                      |
| 2007 | 64-та  | • Алехандро Гонсалес Іньярріту — «Вавилон»              |
| 2008 | 65-та  | • Джуліан Шнабель — «Скафандр і метелик»                |
| 2008 | 65-та  | • Джо Райт — «Спокута»                                  |
| 2008 | 65-та  | • Рідлі Скотт — «Гангстер»                              |
| 2008 | 65-та  | • Ітан Коен, Джоел Коен — «Старим тут не місце»         |
| 2008 | 65-та  | • Тім Бертон — «Свіні Тодд»                             |
| 2009 | 66-та  | • Денні Бойл — «Мільйонер з нетрів»                     |
| 2009 | 66-та  | • Стівен Долдрі — «Читець»                              |
| 2009 | 66-та  | • Сем Мендес — «Життя спочатку»                         |
| 2009 | 66-та  | • Рон Говард — «Фрост проти Ніксона»                    |
| 2009 | 66-та  | • Девід Фінчер — «Загадкова історія Бенджаміна Баттона» |

## 2010—2019
| Рік  | Премія | Лауреати і номінанти                                          |
| ---- | ------ | ------------------------------------------------------------- |
| 2010 | 67-ма  | • Джеймс Кемерон — «Аватар»                                   |
| 2010 | 67-ма  | • Клінт Іствуд — «Непідкорений»                               |
| 2010 | 67-ма  | • Кетрін Бігелоу — «Володар бурі»                             |
| 2010 | 67-ма  | • Квентін Тарантіно — «Безславні виродки»                     |
| 2010 | 67-ма  | • Джейсон Райтман — «Вище неба»                               |
| 2011 | 68-ма  | • Девід Фінчер — «Соціальна мережа»                           |
| 2011 | 68-ма  | • Даррен Аронофскі — «Чорний лебідь»                          |
| 2011 | 68-ма  | • Крістофер Нолан — «Початок»                                 |
| 2011 | 68-ма  | • Девід О. Расселл — «Боєць»                                  |
| 2011 | 68-ма  | • Том Хупер — «Король говорить!»                              |
| 2012 | 69-та  | • Мартін Скорсезе — «Хранитель часу»                          |
| 2012 | 69-та  | • Вуді Аллен — «Опівночі в Парижі»                            |
| 2012 | 69-та  | • Джордж Клуні — «Березневі іди»                              |
| 2012 | 69-та  | • Александр Пейн — «Нащадки»                                  |
| 2012 | 69-та  | • Мішель Азанавічус — «Артист»                                |
| 2013 | 70-та  | • Бен Аффлек — «Арго»                                         |
| 2013 | 70-та  | • Кетрін Бігелоу — «Тридцять хвилин по півночі»               |
| 2013 | 70-та  | • Енг Лі — «Життя Пі»                                         |
| 2013 | 70-та  | • Стівен Спілберг — «Лінкольн»                                |
| 2013 | 70-та  | • Квентін Тарантіно — «Джанґо вільний»                        |
| 2014 | 71-ша  | • Альфонсо Куарон — «Гравітація»                              |
| 2014 | 71-ша  | • Стів Макквін — «12 років рабства»                           |
| 2014 | 71-ша  | • Девід О. Расселл — «Американська афера»                     |
| 2014 | 71-ша  | • Пол Грінграсс — «Капітан Філліпс»                           |
| 2014 | 71-ша  | • Александр Пейн — «Небраска»                                 |
| 2015 | 72-га  | • Річард Лінклейтер — «Юність»                                |
| 2015 | 72-га  | • Вес Андерсон — «Готель «Ґранд Будапешт»                     |
| 2015 | 72-га  | • Девід Фінчер — «Загублена»                                  |
| 2015 | 72-га  | • Ава Дюверней — «Сельма»                                     |
| 2015 | 72-га  | • Алехандро Гонсалес Іньярріту — «Бердмен»                    |
| 2016 | 73-тя  | • Алехандро Гонсалес Іньярріту — «Легенда Г'ю Гласса»         |
| 2016 | 73-тя  | • Том Маккарті — «У центрі уваги»                             |
| 2016 | 73-тя  | • Джордж Міллер — «Шалений Макс: Дорога гніву»                |
| 2016 | 73-тя  | • Рідлі Скотт — «Марсіянин»                                   |
| 2016 | 73-тя  | • Тодд Гейнс — «Керол»                                        |
| 2017 | 74-та  | • Демієн Шазелл — «Ла-Ла Ленд»                                |
| 2017 | 74-та  | • Мел Гібсон — «З міркувань совісті»                          |
| 2017 | 74-та  | • Баррі Дженкінс — «Місячне сяйво»                            |
| 2017 | 74-та  | • Кеннет Лонерган — «Манчестер біля моря»                     |
| 2017 | 74-та  | • Том Форд — «Нічні звірі»                                    |
| 2018 | 75-та  | • Гільєрмо дель Торо — «Форма води»                           |
| 2018 | 75-та  | • Мартін Макдонах — «Три білборди за межами Еббінга, Міссурі» |
| 2018 | 75-та  | • Крістофер Нолан — «Дюнкерк»                                 |
| 2018 | 75-та  | • Рідлі Скотт — «Усі гроші світу»                             |
| 2018 | 75-та  | • Стівен Спілберг — «Секретне досьє»                          |
| 2019 | 76-та  | • Альфонсо Куарон — «Рим»                                     |
| 2019 | 76-та  | • Бредлі Купер — «Народження зірки»                           |
| 2019 | 76-та  | • Спайк Лі — «Чорний куклукскланівець»                        |
| 2019 | 76-та  | • Адам Мак-Кей — «Влада»                                      |
| 2019 | 76-та  | • Пітер Фарреллі — «Зелена книга»                             |

## 2020—2029
| Рік  | Премія | Лауреати і номінанти                                  |
| ---- | ------ | ----------------------------------------------------- |
| 2020 | 77-ма  | • Сем Мендес — «1917»                                 |
| 2020 | 77-ма  | • Пон Джун Хо — «Паразити»                            |
| 2020 | 77-ма  | • Тодд Філліпс — «Джокер»                             |
| 2020 | 77-ма  | • Мартін Скорсезе — «Ірландець»                       |
| 2020 | 77-ма  | • Квентін Тарантіно — «Одного разу... в Голлівуді»    |
| 2021 | 78-ма  | • Хлої Чжао — «Земля кочівників»                      |
| 2021 | 78-ма  | • Девід Фінчер — «Манк»                               |
| 2021 | 78-ма  | • Еміралд Фіннелл — «Перспективна дівчина»            |
| 2021 | 78-ма  | • Реджина Кінг — «Одна ніч у Маямі»                   |
| 2021 | 78-ма  | • Аарон Соркін — «Суд над чиказькою сімкою»           |
| 2022 | 79-та  | • Джейн Кемпіон — «У руках пса»                       |
| 2022 | 79-та  | • Кеннет Брана — «Белфаст»                            |
| 2022 | 79-та  | • Меггі Джилленгол — «Незнайома дочка»                |
| 2022 | 79-та  | • Стівен Спілберг — «Вестсайдська історія»            |
| 2022 | 79-та  | • Дені Вільнев — «Дюна»                               |
| 2023 | 80-та  | • Стівен Спілберг — «Фабельмани»                      |
| 2023 | 80-та  | • Джеймс Кемерон — «Аватар: Шлях води»                |
| 2023 | 80-та  | • Мартін Мак-Дона — «Банши Інішерина»                 |
| 2023 | 80-та  | • Баз Лурманн — «Елвіс»                               |
| 2023 | 80-та  | • Ден Кван і Деніел Шайнерт — «Все завжди і водночас» |
| 2024 | 81-ша  | • Крістофер Нолан — «Оппенгеймер»                     |
| 2024 | 81-ша  | • Бредлі Купер — «Маестро»                            |
| 2024 | 81-ша  | • Ґрета Ґервіґ — «Барбі»                              |
| 2024 | 81-ша  | • Йоргос Лантімос — «Бідолашні створіння»             |
| 2024 | 81-ша  | • Мартін Скорсезе — «Вбивці квіткової повні»          |
| 2024 | 81-ша  | • Селін Сун — «Минулі життя»                          |
| 2025 | 82-га  | • Брейді Корбет — «Бруталіст»                         |
| 2025 | 82-га  | • Паяль Кападія — «Все, що ми уявляємо як світло»     |
| 2025 | 82-га  | • Шон Бейкер — «Анора»                                |
| 2025 | 82-га  | • Едвард Берґер — «Конклав»                           |
| 2025 | 82-га  | • Жак Одіар — «Емілія Перес»                          |
| 2025 | 82-га  | • Коралі Фаржа — «Субстанція»                         |